# Oxypetalum pardense
Oxypetalum pardense är en oleanderväxtart som beskrevs av Fourn.. Oxypetalum pardense ingår i släktet Oxypetalum och familjen oleanderväxter. Inga underarter finns listade i Catalogue of Life.